# Rosa hemisphaerica
Die Rosa hemisphaerica („halbrunde Rose“) oder Schwefelrose ist eine Pflanzenart aus der Gattung Rosen (Rosa) innerhalb der Familie der Rosengewächse (Rosaceae).
Es gibt eine einfache Wildform namens Rosa hemisphaerica var. rapinii (Boiss. & Balansa) G.D.Rowley, die erst 1933 eingeführt wurde, und eine dichtgefüllte Form namens Rosa hemisphaerica Herrm., welche neben der Rosa foetida zu den allerersten gelben Rosen gehörte, die bereits um 1600 von Vorderasien nach Europa kamen. Sie war bis zum frühen 19. Jahrhundert die einzige gefüllte gelbe Rose, die in Europa bekannt war.

## Beschreibung

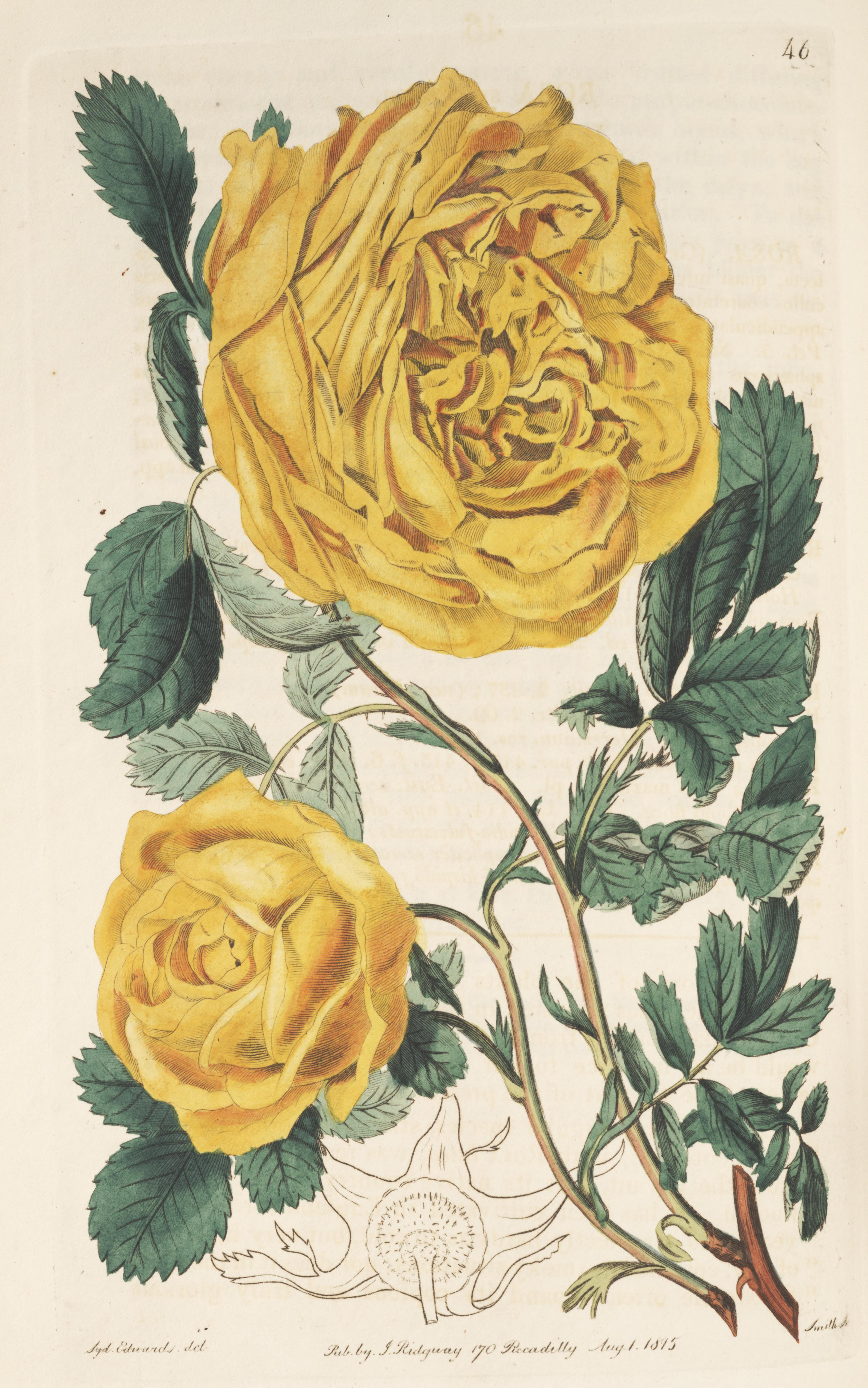
Die Rosa hemisphaerica Herrm. (hier als: „Rosa sulphurea: Double yellow rose“) in: Sydenham Edwards & Edward Ridgway: The Botanical Register (Nr. 46), 1815

Die Pflanze bildet einen stark verzweigten, aufrechten, sommergrünen Strauch mit bogenförmigen, stacheligen, schlanken Stängeln, der etwa 1,20 bis 1,85 m hoch und bis zu 1,20 m breit wird. Die dunkelgrünen Laubblätter sind fünf- bis neunzählig gefiedert.
Der Strauch blüht einmal im Frühling oder Sommer. Dabei sind die Blüten der Rosa hemisphaerica var. rapinii (Boiss. & Balansa) G.D.Rowley einfach und radiärsymmetrisch mit fünf gelben Kronblättern, während die als Zierpflanze verwendete und schon früh in Europa bekannte Rosa hemisphaerica Herrm. sich durch große, dicht gefüllte, kugelförmige Blüten von einem leuchtenden „Schwefelgelb“ auszeichnet. Laut Johannes Herrmann haben die Blüten keinen (oder nur schwachen) Duft, David Austin dagegen spricht von einem mittelstarken, süßen Duft.

## Vorkommen
Die Rosa hemisphaerica ist beheimatet in einem sonnigen, ziemlich trockenen, kontinentalen Klima und gedeiht in feuchteren Klimazonen wie beispielsweise in Westeuropa oft nicht gut. Sie ist eine mäßig kältetolerante Pflanze, die in der Ruhephase allerdings Temperaturen bis zu −20 °C verträgt.
Wild wächst die Pflanze in der Türkei, im Iran, im Irak sowie in Indien, außerdem im Kaukasus und in Turkmenistan.
Die Blüten der dichtgefüllten Rosa hemisphaerica Herrm. tendieren bei feuchtem Wetter dazu, zu „verkleben“ oder sich nicht zu öffnen.

## Synonyme
Die gefüllte Form der Rosa hemisphaerica wurde 1762 von Johannes Herrmann beschrieben und ist nach ihm benannt. Synonyme sind:
- Rosa glaucophylla (Ehrhart: Beitr. Naturk., Bd. 2, 1788, S. 69).[6]
- Rosa hemisphaerica var. plena (L.H. Bailey: Cycl. Am. Hort.. Bd. 4, 1908, S. 1557)[6]

## Verwendung
Die Früchte (Hagebutten) werden in Indien getrocknet und geröstet und als Tee getrunken. In Armenien sind die Hagebutten der Rosa hemisphaerica besonders fleischig und haben weniger Kerne als die anderer Rosensorten. Daher werden sie dort besonders gerne zum Verzehr oder für medizinische Zwecke verwendet.

## Geschichte

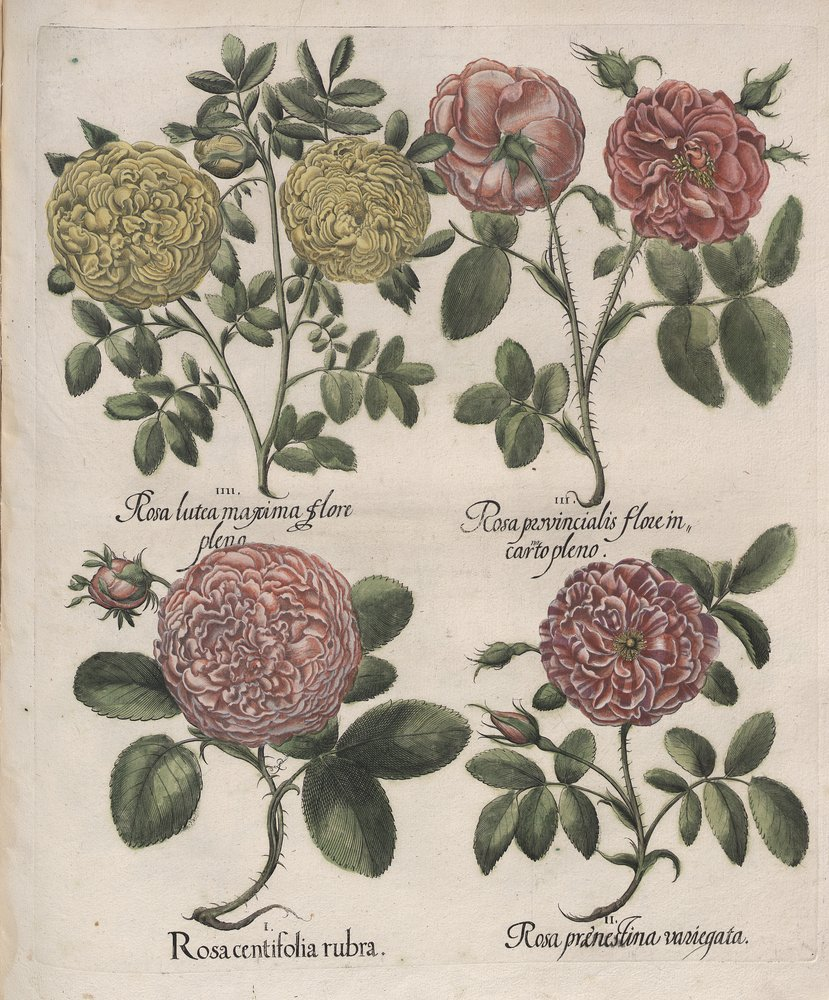
Abbildung der gefüllten Rosa hemisphaerica Herrm. (oben links) im Hortus Eystettensis, 1613, hier unter dem Namen „Rosa lutea maxima flore pleno“

Die außerordentlich attraktive gefüllte Form der Rosa hemisphaerica wurde auf jeden Fall schon vor 1516 in orientalischen Gärten gezogen. In Europa wurde sie 1601 durch Charles de l’Écluse (Clusius) bekannt, der sie aus der „Levante“ mitbrachte. 1613 erschien eine Abbildung im Hortus Eystettensis, aber unter dem Namen „Rosa lutea maxima flore pleno“ (siehe Abb.).

In Großbritannien wurde sie 1629 durch Nicholas Leat (Lete) unter dem Namen Double Yellow eingeführt. Sie war auch unter verschiedenen anderen Namen bekannt, wie Gelbe Centifolia, Rosa sulphurea oder Schwefelrose; in Frankreich kannte man sie als Centfeuilles jaune, Jaune double de Hollande oder Rose des Turcs; in England als Double yellow Rose, Yellow Centifolia oder Burghley Rose. Häufig wurde sie mit der Rosa lutea (= Rosa foetida) verwechselt, obwohl diese nur einfache Blüten hat.
Die Rosa hemisphaerica wurde gelegentlich von den Stilllebenmalern des 17., 18. und frühen 19. Jahrhunderts in ihren Bouquets und Girlandenbildern gemalt, unter anderem von Roelant Savery, Daniel Seghers, Juan de Arellano, Jan van Huysum und Jan Frans van Dael; auch Pierre-Joseph Redouté malte die Schwefelrose, unter dem lateinischen Namen Rosa sulfurea oder französisch: Rose jaune de soufre.

Rosa hemisphaerica in der Kunst
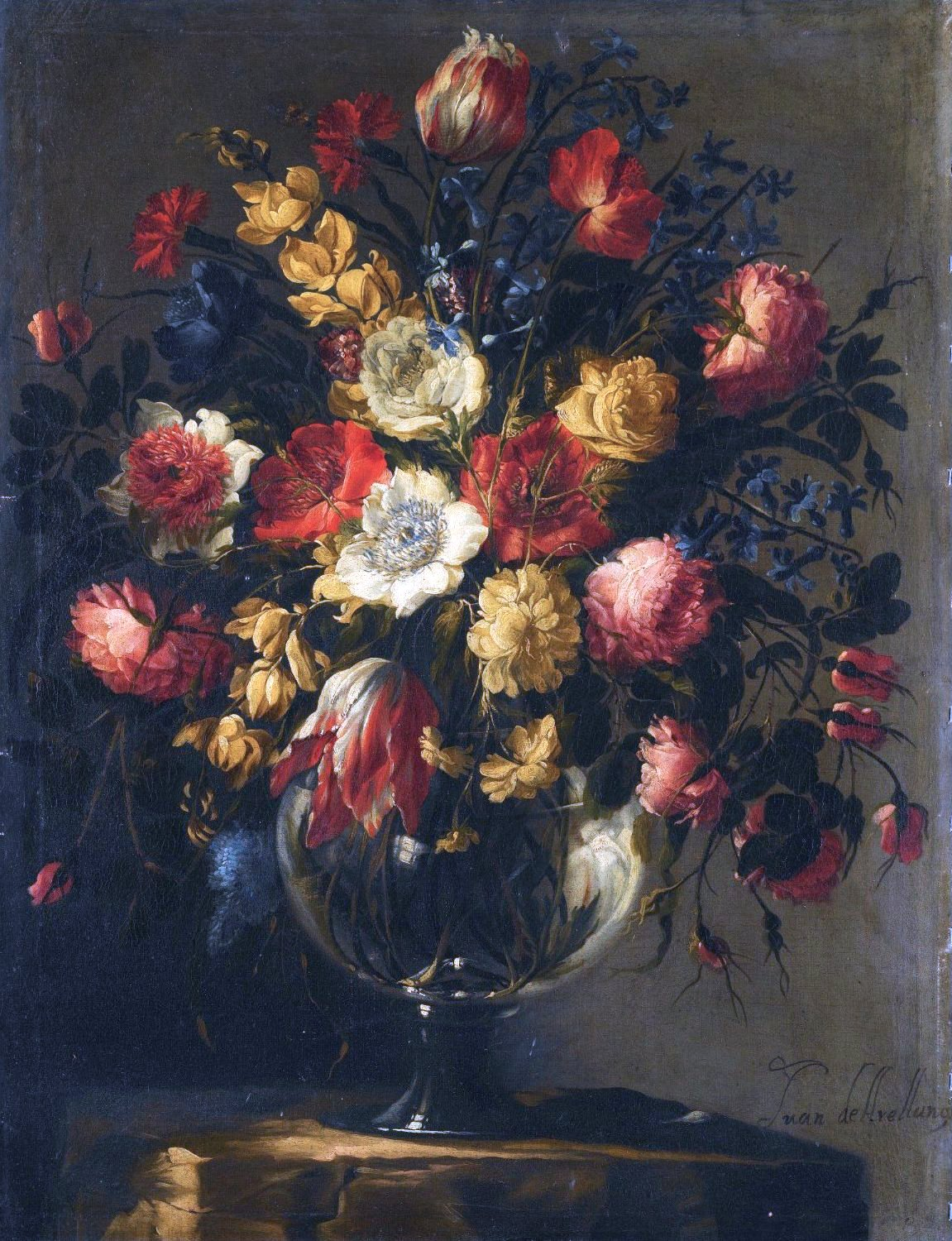
Juan de Arellano: Stillleben, ca. 1650–76
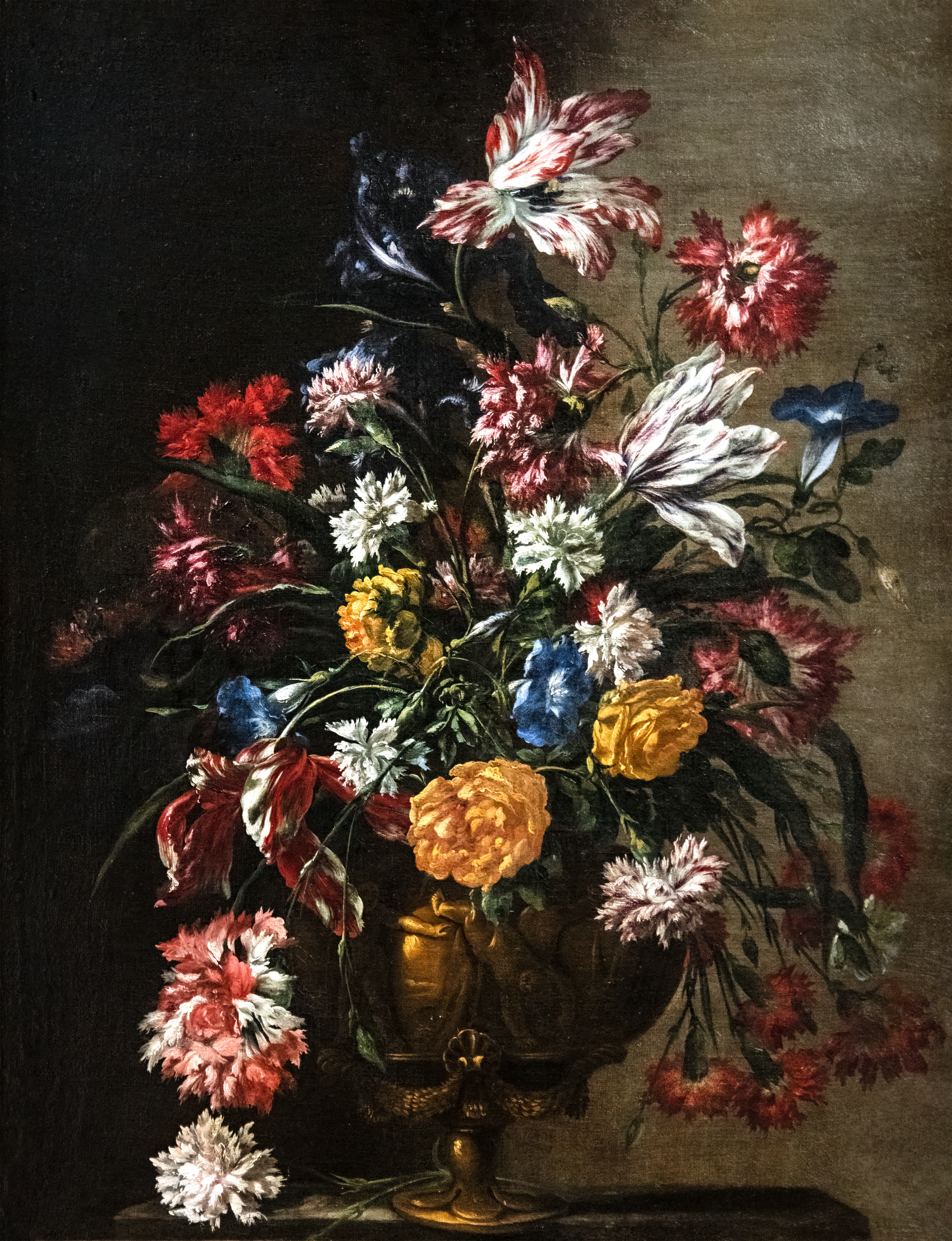
Jean-Baptiste Monnoyer: Stillleben, ca. 1660–80, Musée des Beaux-Arts de Narbonne
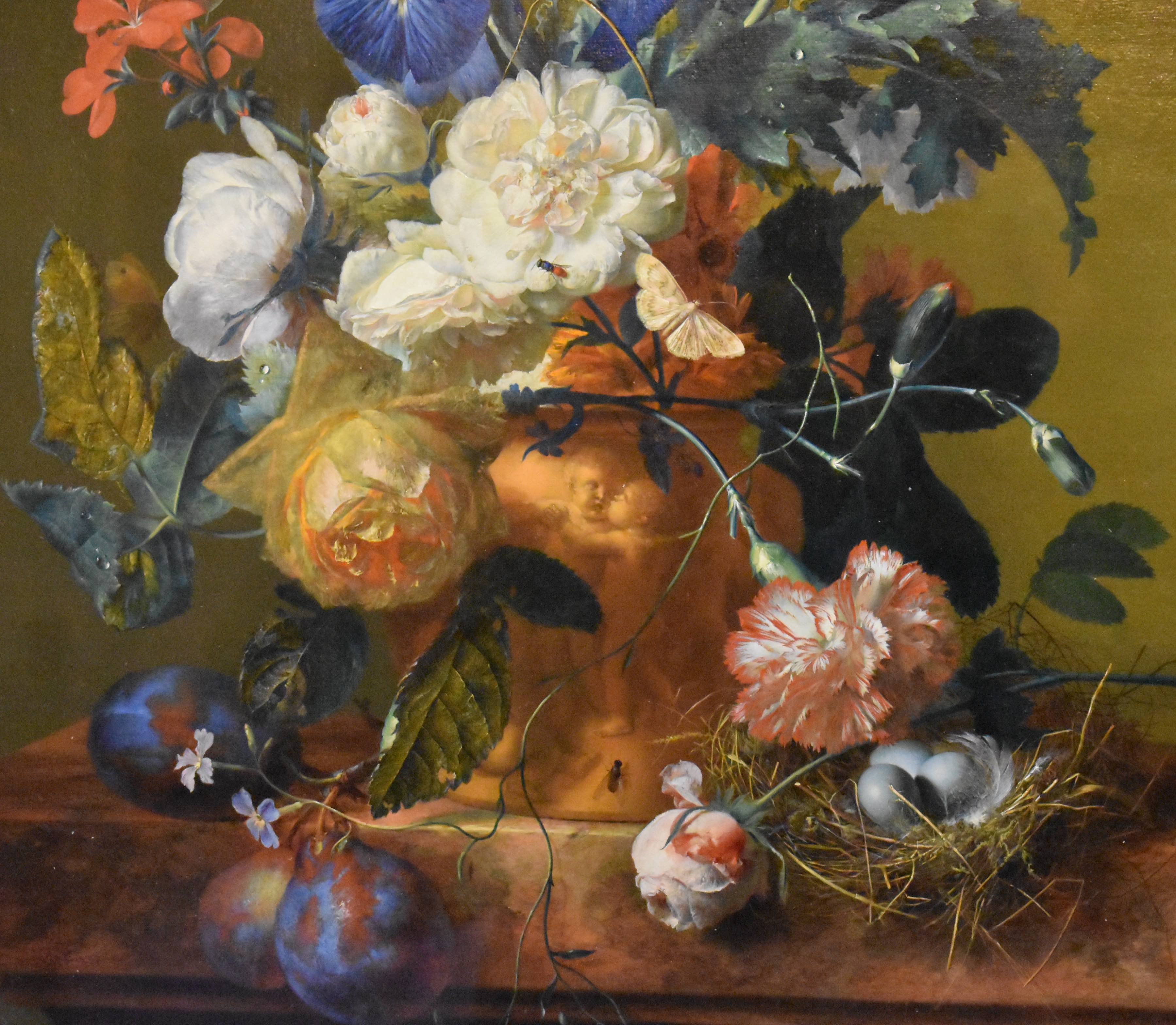
Jan van Huysum: Detail aus einem Stillleben in der Galleria Palatina, Florenz, 1720–40
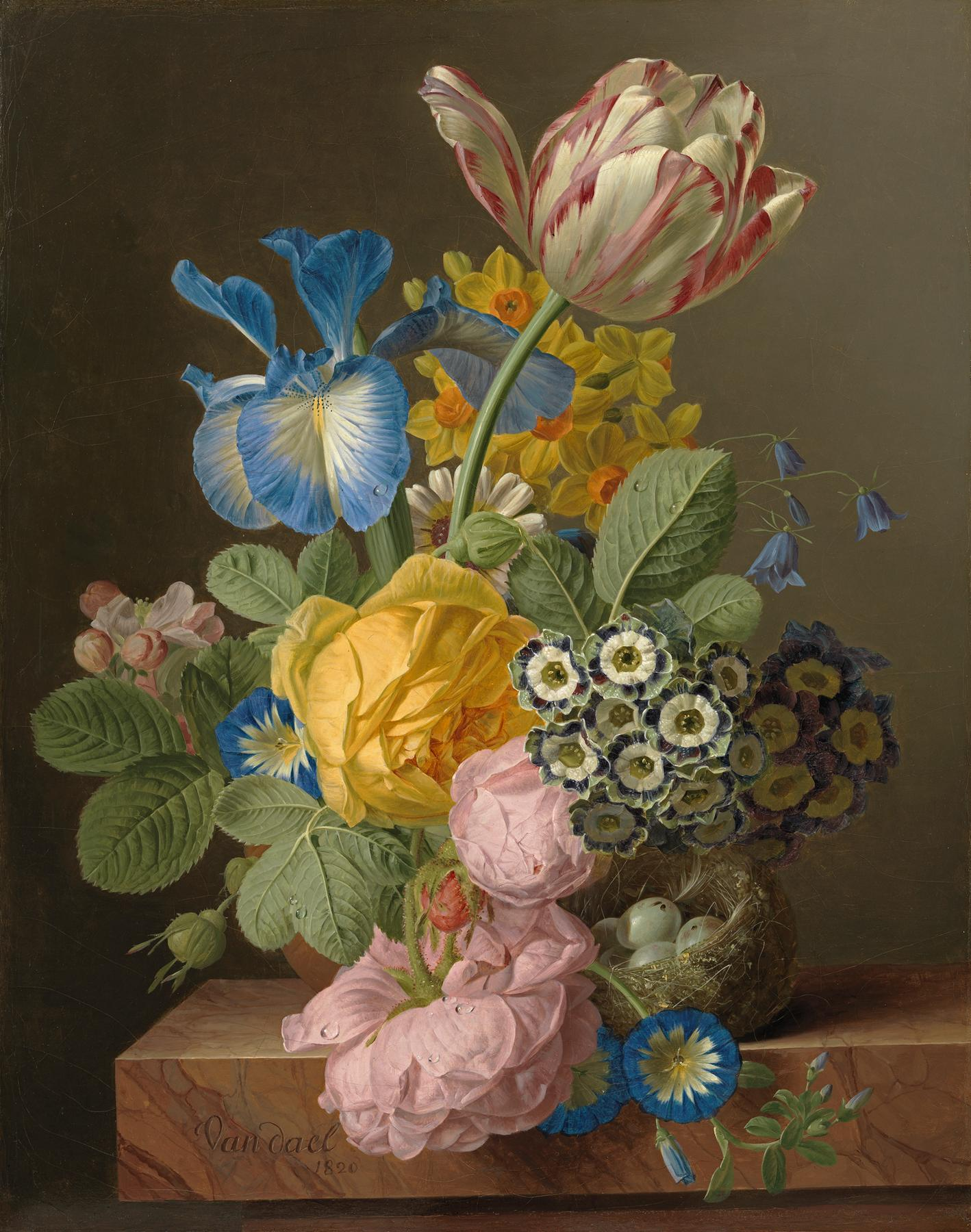
Jan Frans van Dael: Stillleben mit Rosa hemisphaerica, 1820
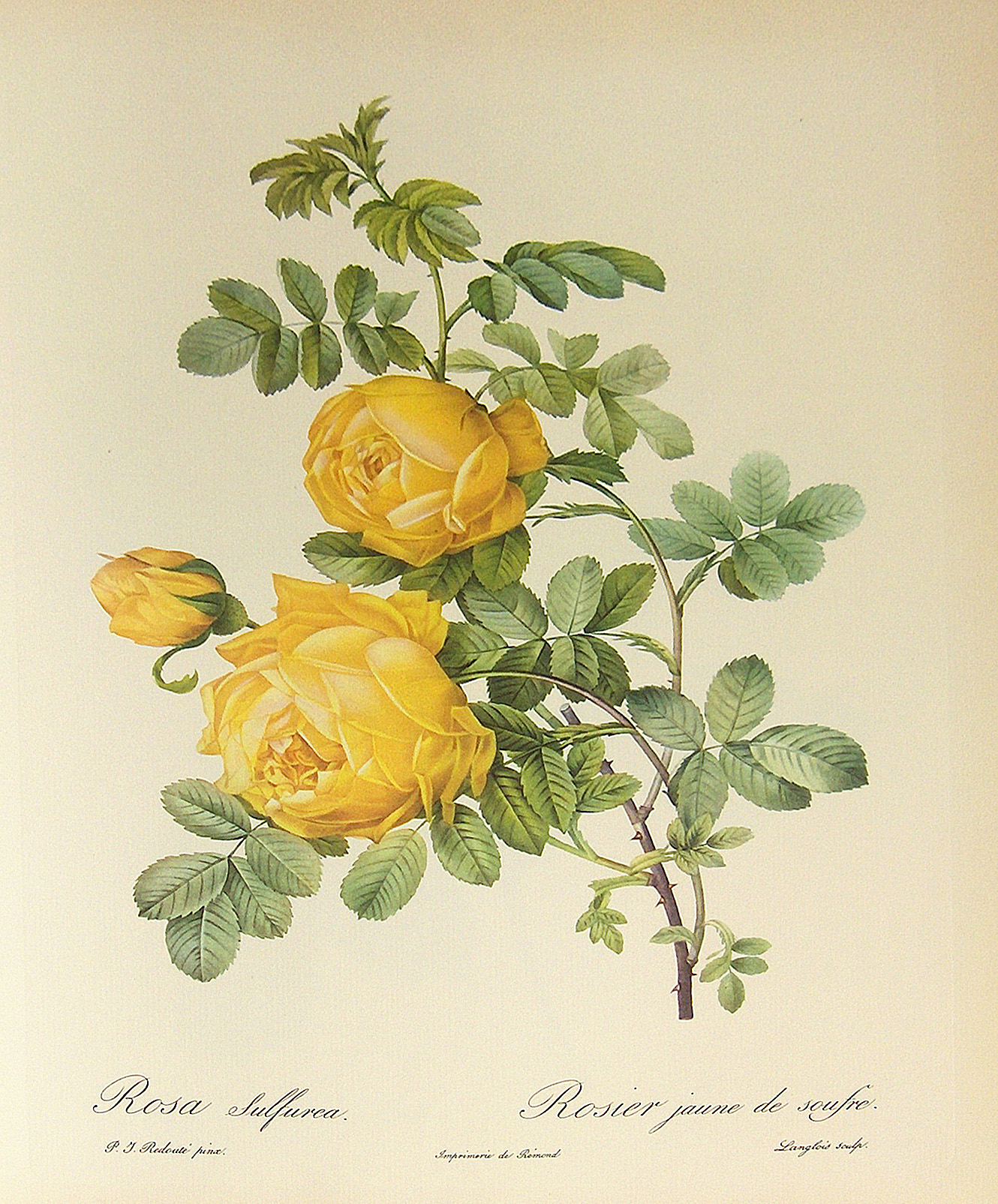
Pierre-Joseph Redouté: Rosa sulfurea / Rosier jaune de soufre (aus: Les Roses, 1817–1824)